# چرم ساغری
چرم ساغری یک نوع چرم است که از پوست کفل اسب و الاغ ساخته می‌شود. مزیت این نوع چرم نسبت به سایر چرم‌ها، در نقش‌هایی بوده که بر روی پوست و چرم تهیه‌شده از آن، وجود داشته‌است. از این نوع چرم برای تزیین روی کفش استفاده می‌شده‌است. در قدیم شهر همدان یکی از مکان‌های معروف تولید چرم ساغری در ایران به‌شمار می‌آمده‌است. رنگ مخصوص این چرم در همدان فیروزه‌ای بوده‌است.